# Siliana
Siliana (em árabe: سليانة) é uma cidade e um município do centro-norte da Tunísia, capital da  província homónima. Em 2004 o município tinha 24 243 habitantes.
Situa-se na região do Tell superior, numa zona de passagem entre o noroeste e o centro do país, 130 km a sudoeste de Tunes, 90 km a leste de El Kef e 95 km a noroeste de Cairuão (distâncias por estrada). É o centro de uma região agrícola.
A antiga cidade de Zama ou Zama Regia, lugar provável da célebre batalha de Zama, decisiva para o desfecho da Segunda Guerra Púnica situava-se dez quilómteros a oeste de Siliana.